# Güterfelde
Güterfelde è una frazione del comune tedesco di Stahnsdorf, nel Brandeburgo.

## Storia
Güterfelde (fino al 1937 Gütergotz) costituì un comune autonomo fino al 1º gennaio 2002.